# 原万同
原万同（1942年—），山东省莱州市人。中华人民共和国政治人物。

## 生平
1966年，加入中国共产党。1971年任掖县县委组织部干事。1974年任掖县朱桥公社党委副书记。1975年任掖县县委常委、朱桥公社党委书记。1976年任掖县县委副书记。1978年任掖县县委副书记、革委副主任。1980年任掖县县委副书记、副县长。1983年为山东省委党校干部专修科学员。1987年2月调到莱阳任县委书记，同年4月任中共莱阳市委书记。1991年7月调到中共烟台市委任常委、政法委书记。